# Bundesverband Caritas Kinder- und Jugendhilfe
Der Bundesverband Caritas Kinder- und Jugendhilfe e. V. (BVkE), früher Bundesverband katholischer Einrichtungen und Dienste der Erziehungshilfen, ist ein anerkannter, zentraler Fachverband des Deutschen Caritasverbandes. Er ist das Netzwerk der katholischen Einrichtungen und Dienste der Erziehungshilfen auf Bundesebene. Zum Verband zählen rund 550 Mitglieder aus allen Bundesländern, die Hilfen zur Erziehung im stationären, teilstationären, ambulanten und im Beratungsbereich anbieten. Vorsitzender des BVkEs ist Klaus Esser, Geschäftsführer der Bethanien Kinderdörfer in Deutschland.

## Geschichte
Auf einer vom Zentralausschuss für „katholische caritative Erziehungstätigkeit“ vom  9. bis 11. August 1909 in Limburg an der Lahn organisierten Erziehungskonferenz wurde zunächst die Gründung der „Vereinigung für katholische, caritativen Erziehungstätigkeit“ (VkcE) als einer Unterabteilung des Deutschen Caritasverbandes (DCV) vollzogen und eine Satzung beraten. Der Zweck der Vereinigung wurde in der Satzung von damals wie folgt beschrieben: „Zweck der Vereinigung ist der Zusammenschluss auf dem Gebiete der caritativen Erziehung tätigen katholischen Vereine, Anstalten und Einzelpersonen, zum gemeinsamen Austausch ihrer Erfahrungen, zur gegenseitigen Orientierung und Anregung“. Bereits ein Jahr nach ihrer Gründung initiierte die VkcE erste Ausbildungskurse für Ordensfrauen und Erzieher der Mitgliedseinrichtungen und publizierte ab 1912 eine „Zeitschrift für caritative Erziehungstätigkeit“ (1920 in „Jugendwohl“ umbenannt).
Am 8. November 1922 löste sich die VkcE auf: Einerseits verfügte sie nur über sehr bescheidene finanzielle und organisatorische Ressourcen, andererseits wurde die fachliche Vertretung der Kinder- und Jugendfürsorge nun in den Deutschen Caritasverband eingegliedert. Der 1924 neugegründete „Verband der katholischen Waisen- und Fürsorgeerziehungsanstalten Deutschlands“ als Fachverband des Deutschen Caritasverbandes wurde 1936 in „Verband der katholischen caritativen Erziehungsheime Deutschlands“ umbenannt. Nachdem er 1942 mit einem Verbot von Tagungen und Kursen belegt wurde, gelang es ihm 1949 erstmals nach dem Zweiten Weltkrieg wieder, eine Bundesversammlung zu organisieren.
Am 25. Februar 1959 ließ sich der Verband ins Vereinsregister eintragen und 1964 in „Verband katholischer Einrichtungen der Heim- und Heilpädagogik e. V.“ umbenennen. Die Veröffentlichung der Verbandszeitschrift „Jugendwohl“ musste 1999 eingestellt werden. Im September 1999 erfolgt die Gründung des Bundesverbandes katholischer Einrichtungen und Dienste der Erziehungshilfe (BVkE). Im November 2021 hatte der Bundesverband katholischer Einrichtungen und Dienste der Erziehungshilfen (BVkE) seinen Namen in Bundesverband Caritas Kinder- und Jugendhilfe geändert, da viele seiner Einrichtungen heute Arbeitsfelder und Leistungen in ihrem Portfolio haben, die den Bereich der erzieherischen Hilfen überschreiten und ergänzen: Kindertageseinrichtungen, Angebote im Sozialraum wie Familienzentren, beratende und präventive Angebote, Schulsozialarbeit und Betreuung im Ganztagsschulbereich.

## Ziele
Der Verband verfolgt folgende übergeordnete Ziele:
- Entwicklung bedarfsgerechter und fachlich fundierter, professioneller Angebote an Hilfen zur Erziehung mit und für junge Menschen und deren Familien.
- Qualitätsentwicklung in den Erziehungshilfen
- Förderung der fachlichen und persönlichen Qualifikation der Mitarbeiter
- Sicherung der politischen, rechtlichen und wirtschaftlichen Grundlagen der Hilfen zur Erziehung
- Einbringen der fachlichen Position der Erziehungshilfen in die Kinder- und Jugendpolitik des Bundes und in die europäische Ebene